# Pöllänsaari (ö i Södra Savolax, Nyslott, lat 61,99, long 28,66)
Pöllänsaari är en ö i Finland. Den ligger i sjön Haukivesi och i kommunen Rantasalmi i den ekonomiska regionen  Nyslotts ekonomiska region  och landskapet Södra Savolax, i den sydöstra delen av landet, 280 km nordost om huvudstaden Helsingfors. Öns area är 20,1 hektar och dess största längd är 0,7 kilometer i öst-västlig riktning.